# Baranowo (gmina)
Pour les articles homonymes, voir Baranowo.
Baranowo est une gmina rurale (gmina wiejska) de la powiat d'Ostrołęka, dans la Voïvodie de Mazovie, dans le centre-est de la Pologne.
Son siège administratif (chef-lieu) est le village de Baranowo, qui se situe environ 22 kilomètres au nord-ouest d'Ostrołęka (siège de la powiat) et 109 kilomètres au nord de Varsovie (capitale de la Pologne).
La gmina couvre une superficie de 198,19 km2 pour une population de 6 754 habitants en 2006.

## Histoire
De 1975 à 1998, la gmina est attachée administrativement à la voïvodie d'Ostrołęka.

Depuis 1999, elle fait partie de la voïvodie de Mazovie.

## Géographie
La gmina inclut les villages et localités de :

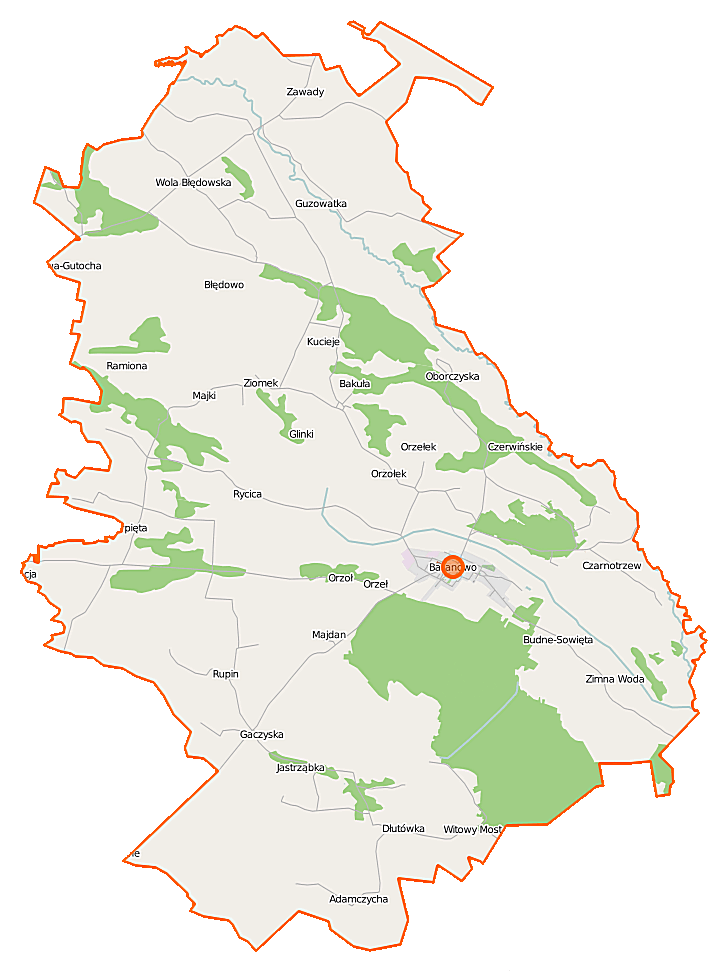
Plan de la gmina

- Adamczycha
- Bakuła
- Baranowo
- Błędowo
- Brodowe Łąki
- Budne Sowięta
- Cierpięta
- Czarnotrzew
- Dąbrowa
- Dłutówka
- Gaczyska
- Guzowatka
- Jastrząbka
- Kopaczyska
- Kucieje
- Lipowy Las
- Majdan
- Majki
- Nowe Czerwińskie
- Oborczyska
- Orzeł
- Ramiona
- Rupin
- Rycica
- Witowy Most
- Wola Błędowska
- Zawady
- Ziomek

### Gminy voisines
La gmina de Baranowo est voisine des gminy suivantes :
- Chorzele
- Czarnia
- Jednorożec
- Kadzidło
- Krasnosielc
- Lelis
- Myszyniec
- Olszewo-Borki

## Structure du terrain
D'après les données de 2002, la superficie de la commune de Baranowo est de 198,19 km2, répartis comme tel :
- terres agricoles : 63%
- forêts : 29%

La commune représente 9,44% de la superficie du powiat.

## Démographie
Données du 30 juin 2004 :
| Description        | Total  | Total | Femmes | Femmes | Hommes | Hommes |
| ------------------ | ------ | ----- | ------ | ------ | ------ | ------ |
| Unité              | Nombre | %     | Nombre | %      | Nombre | %      |
| Population         | 6 771  | 100   | 3 369  | 49,8   | 3 402  | 50,2   |
| Densité (hab./km²) | 34,2   | 34,2  | 17     | 17     | 17,2   | 17,2   |